# Frederico Carlos da Prússia (1893–1917)
Frederico Carlos da Prússia (Tassilo Guilherme Humberto Leopoldo Frederico Carlos da Prússia, em alemão: Tassilo Wilhelm Humbert Leopold Friedrich Karl von Preußen), (6 de abril de 1893 - 6 de abril de 1917) foi um príncipe alemão e cavaleiro de competição que participou nos Jogos Olímpicos de 1912.

## Família
Frederico Segismundo era o segundo filho do príncipe Frederico Leopoldo da Prússia e da sua esposa, a princesa Luísa de Schleswig-Holstein. Os seus avós paternos eram o príncipe Frederico Carlos da Prússia e a princesa Maria Ana de Anhalt-Dessau. Os seus avós paternos eram o duque Frederico VIII de Schleswig-Holstein e a princesa Adelaide de Hohenlohe-Langenburg. As suas tias paternas eram as princesas Maria da Prússia, casada com o príncipe Henrique dos Países Baixos, Isabel Ana da Prússia, casada com o grão-duque Frederico Augusto II de Oldemburgo e Luísa Margarida da Prússia, casada com o príncipe Artur, duque de Connaught. Entre as suas tias maternas estava a princesa Augusta Vitória de Schleswig-Holstein, esposa do kaiser Guilherme II da Alemanha, seu tio.

## Biografia
Frederico fez parte da equipa alemã nos Jogos Olímpicos de 1912, vencendo uma medalha de bronze nas provas equestres.
Lutou na Primeira Guerra Mundial entre 1914 e 1917, comandando as FA(A) e realizando patrulhas aéreas com Jasta Boelcke sempre que possível. Durante uma dessas patrulhas, no dia 21 de março de 1917, foi forçado a aterrar quando uma bala atingiu o motor e lhe feriu ligeiramente o pé. Aterrou na base aérea de Albatros, mas quando fugia para a linha de batalha alemã ficou gravemente ferido nas costas devido a uma descarga das tropas australianas. Foi depois levado para o campo de batalha australiano onde se manteve como prisioneiro até morrer dos seus ferimentos no dia 6 de abril de 1917. 

## Ligações Externas
- Perfil no Sports Reference